# 奧古斯特·布魯斯班克
奧古斯特·菲臘·霍克·布魯斯班克（英語：August Philip Hawke Brooksbank，2021年2月9日—）是傑克·布魯斯班克與尤金妮公主的長子，他在外曾祖母伊利沙伯二世在位期間出生，當時是英國王位繼承順序的第十一位，現時則為第十三位。

## 出生
2021年2月9日，奧古斯特·菲臘·霍克·布魯斯班克在倫敦的波特蘭醫院出生，由於母親兒時接受過脊柱側彎手術，他透過剖腹產誕生。奧古斯特在出生時是王位第十一順位繼承人，現為第十三順位。他的名字源自外曾祖父愛丁堡公爵菲臘親王、先祖愛德華·霍克·布魯斯班克牧師（Reverend Edward Hawke Brooksbank），以及名字包含「奧古斯特」的阿爾伯特親王。奧古斯特於2021年11月21日在溫莎大公園的諸聖皇家禮拜堂與其表親盧卡斯·廷德爾一同受洗。

## 成長
奧古斯特出生後初期的住所是浮若閣摩爾別墅。2022年5月，他與家人移居葡萄牙，其後輪流在英國與葡萄牙居住。
奧古斯特於2022年6月5日的白金禧慶典首次公開亮相，穿著印有聯合傑克圖案的小毛衣，在皇家包廂與父母及其他表親一起觀看慶典。
2023年5月30日，他的弟弟歐內斯特·喬治·朗尼·布魯斯班克出生。

## 外部連結
| 奧古斯特·布魯斯班克 溫莎王朝出生于：2021年2月9日 | 奧古斯特·布魯斯班克 溫莎王朝出生于：2021年2月9日 | 奧古斯特·布魯斯班克 溫莎王朝出生于：2021年2月9日 |
| 頭銜繼承順序                                     | 頭銜繼承順序                                     | 頭銜繼承順序                                     |
| ------------------------------------------------ | ------------------------------------------------ | ------------------------------------------------ |
| 前任者： 尤金妮公主                              | 英國王位繼承 第十三順位                          | 下一順位： 歐內斯特·布魯斯班克                   |